# Jenzer Motorsport
Jenzer Motorsport – szwajcarski zespół wyścigowy, założony w 1993 roku przez Andreasa Jenzera. Obecnie ekipa startuje w serii GP3, Europejskiej Formule Renault i Alpejskiej Formule Renault. W przeszłości zespół prezentował się także w Formule Renault 3.5, Międzynarodowej Formule Master, Zachodnioeuropejskim Pucharze Formuły Renault 2.0, Włoskiej Formule Renault, Szwajcarskiej Formule Renault, Formule Pilota China, Europejskim Pucharze Formuły Renault 2000 oraz w Formule Abarth.

## Historia

### Formuła Renault
Pierwszy sukces szwajcarskiego zespołu Jenzer Motorsport nastąpił w 2002 roku, kiedy to tytuł mistrzowski w nieistniejącej już Niemieckiej Formule Renault wywalczył Austriak Christian Klien. Dwa lata później triumf z ekipą świętował Amerykanin Scott Speed. Obaj zawodnicy w przyszłości startowali w Formule 1.
We Włoskiej Formule Renault szwajcarska stajnia odniosła zwycięstwo w sezonie 2005, za sprawą Japończyka Kamui Kobayashiego (cztery lata później zadebiutował w F1). W 2008 roku po mistrzostwo sięgnął Norweg Pål Varhaug. Po zakończeniu sezonu 2009 Andreas Jenzer postanowił wycofać swoją ekipę z mistrzostw, tak samo jak w przypadku europejskiego cyklu, w której najlepszym wynikiem było kilkukrotnie zdobycie wicemistrzostwa.
We Szwajcarskiej Formule Renault (obecnie jest to Alpejska Formuła Renault) Jenzer Motorsport aż czterokrotnie z rzędu sięgał po mistrzostwo, co czyni go rekordzistą serii. W latach 2007–2010 triumfowali: Czech Adam Kout oraz Szwajcarzy – Christopher Zanella, Nico Müller i Zoël Amberg.

### Formuła Renault 3.5
W latach 2005–2006 zespół brał udział w Formule Renault 3.5. W pierwszym sezonie startów szwajcarska ekipa zmagania zakończyła na 7. miejscu. Jej zawodnicy – Francuz Patrick Pilet oraz Amerykanin Colin Fleming – zostali sklasyfikowani odpowiednio na 11. i 13. pozycji w końcowej klasyfikacji, z jednym najniższym stopniem podium na koncie.
W drugim roku startów stajnia Jenzer zanotowała fatalny sezon, zdobywając zaledwie dziewięć punktów. W klasyfikacji generalnej uplasował się dopiero na przedostatniej 14. lokacie. Po tym sezonie zespół zakończył działalność w serii.

### Formuła Abarth
W sezonie 2011 zespół zwyciężył we włoskiej serii o nazwie Formuła Abarth. We włoskim cyklu triumfował Szwajcar Patric Niederhauser, natomiast w europejskim Rosjanin Sergiej Sirotkin.

### Międzynarodowa Formuła Master
W 2009 roku szwajcarska ekipa została ostatnim mistrzem serii Międzynarodowej Formuły Master, za sprawą Szwajcara Fabio Leimera, który zdominował sezon, zwyciężając w siedmiu wyścigach.

### Seria GP3
Od sezonu 2010 szwajcarska ekipa startuje w nowo utworzonej Serii GP3. W pierwszym roku startów zespół w klasyfikacji generalnej uplasował się na wysokim 3. miejscu, podobnie jak ich najlepszy zawodnik Nico Müller, który odniósł dwa zwycięstwa – pierwsze w wyścigu sprinterskim w Walencji, natomiast drugie w sobotnich zmaganiach na węgierskim Hungaroringu (tam też sięgnął po pole position).
Drugi sezon startów okazał się zdecydowanie słabszy dla Jenzera. Jedyne zwycięstwo w pierwszym wyścigu, na brytyjskim torze Silverstone ponownie było zasługą Müllera, który znalazł się na 4. lokacie w ogólnej punktacji. Zespół zmagania zakończył na 7. pozycji.
W sezonie 2012 ekipa spisała się nieco lepiej. Po opuszczeniu zespołu przez Müllera liderem zespołu okazał się inny Szwajcar – Patric Niederhauser – 7 w klasyfikacji kierowców. Zespół zmagania ukończył na 4 pozycji.
W 2013 roku najlepsze wyniki w zespole ponownie zaprezentował Patric Niederhauser. Tym razem było już znacznie gorzej – uplasował się na trzynastym miejscu w klasyfikacji końcowej. Zespół ukończył sezon na siódmym miejscu w klasyfikacji zespołów.
W sezonie 2014 Szwajcar Mathéo Tuscher zdobył jedyne miejsce na podium dla zespołu – był drugi w drugim wyścigu w Barcelonie. Również on zdobył najwięcej punktów. Z dorobkiem 29 punktów został sklasyfikowany na dwunastej pozycji. W klasyfikacji zespołów szwajcarska ekipa ponownie była siódma.

## Starty

### Seria GP3
| Rok  | Bolid           | Kierowcy            | Wyścigi | Wygrane | PP | NO | Pkt | M.K. | M.Z. |
| ---- | --------------- | ------------------- | ------- | ------- | -- | -- | --- | ---- | ---- |
| 2010 | Dallara-Renault | Pål Varhaug         | 16      | 1       | 0  | 0  | 10  | 13   | 3    |
| 2010 | Dallara-Renault | Simon Trummer       | 14      | 0       | 0  | 0  | 4   | 25   | 3    |
| 2010 | Dallara-Renault | Marco Barba         | 2       | 0       | 0  | 0  | 0   | 35   | 3    |
| 2010 | Dallara-Renault | Nico Müller         | 16      | 2       | 1  | 2  | 53  | 3    | 3    |
| 2011 | Dallara-Renault | Nico Müller         | 16      | 1       | 0  | 0  | 36  | 4    | 7    |
| 2011 | Dallara-Renault | Maksim Zimin        | 16      | 0       | 0  | 0  | 0   | 27   | 7    |
| 2011 | Dallara-Renault | Vittorio Ghirelli   | 12      | 0       | 0  | 0  | 0   | 25   | 7    |
| 2011 | Dallara-Renault | Alex Fontana        | 2       | 0       | 0  | 0  | 1   | 24   | 7    |
| 2011 | Dallara-Renault | Christophe Hurni    | 2       | 0       | 0  | 0  | 0   | 36   | 7    |
| 2012 | Dallara-Renault | Robert Vișoiu       | 16      | 0       | 0  | 0  | 24  | 14   | 4    |
| 2012 | Dallara-Renault | Patric Niederhauser | 16      | 2       | 0  | 1  | 101 | 7    | 4    |
| 2012 | Dallara-Renault | Jakub Klášterka     | 4       | 0       | 0  | 0  | 0   | 31   | 4    |
| 2012 | Dallara-Renault | Facu Regalía        | 2       | 0       | 0  | 0  | 0   | 27   | 4    |
| 2012 | Dallara-Renault | Alex Fontana        | 4       | 0       | 0  | 0  | 8,5 | 18   | 4    |
| 2013 | Dallara-Renault | Samin Gómez Briceno | 16      | 0       | 0  | 0  | 0   | 26   | 7    |
| 2013 | Dallara-Renault | Patric Niederhauser | 16      | 0       | 0  | 0  | 33  | 13   | 7    |
| 2013 | Dallara-Renault | Alex Fontana        | 16      | 0       | 0  | 0  | 18  | 17   | 7    |
| 2014 | Dallara-Renault | Pål Varhaug         | 18      | 0       | 0  | 0  | 12  | 17   | 7    |
| 2014 | Dallara-Renault | Mathéo Tuscher      | 18      | 0       | 0  | 0  | 29  | 12   | 7    |
| 2014 | Dallara-Renault | Adderly Fong        | 8       | 0       | 0  | 0  | 0   | 24   | 7    |
| 2014 | Dallara-Renault | Christopher Höher   | 2       | 0       | 0  | 0  | 0   | 36   | 7    |
| 2014 | Dallara-Renault | Kevin Ceccon        | 8       | 0       | 0  | 0  | 20  | 15   | 7    |

### Formuła Renault 3.5
| Rok  | Bolid           | Kierowcy           | Wyścigi | Wygrane | PP | NO | Pkt | M.K. | M.Z. |
| ---- | --------------- | ------------------ | ------- | ------- | -- | -- | --- | ---- | ---- |
| 2005 | Dallara-Renault | Patrick Pilet      | 11      | 0       | 0  | 0  | 43  | 11   | 7    |
| 2005 | Dallara-Renault | Ryan Sharp         | 10      | 0       | 0  | 0  | 8   | 21   | 7    |
| 2005 | Dallara-Renault | Colin Fleming      | 13      | 0       | 0  | 0  | 34  | 13   | 7    |
| 2006 | Dallara-Renault | Álvaro Barba       | 17      | 0       | 0  | 0  | 9   | 26   | 14   |
| 2006 | Dallara-Renault | Alessandro Bonetti | 11      | 0       | 0  | 0  | 0   | 38   | 14   |
| 2006 | Dallara-Renault | Marco Barba        | 6       | 0       | 0  | 0  | 0   | 41   | 14   |

### Europejski Puchar Formuły Renault 2.0
w sezonie 2006 Jenzer Motorsport wystawił dwa zespoły: Jenzer Motorsport oraz Team Jenzer.
| Rok  | Bolid          | Kierowcy            | Wyścigi | Wygrane | PP | NO | Pkt | M.K. | M.Z. |
| ---- | -------------- | ------------------- | ------- | ------- | -- | -- | --- | ---- | ---- |
| 2005 | Tatuus-Renault | Federico Montoya    | 16      | 0       | 0  | 0  | 1   | 33   | 2    |
| 2005 | Tatuus-Renault | Michael Ammermüller | 16      | 6       | 6  | 4  | 149 | 2    | 2    |
| 2005 | Tatuus-Renault | Adrian Zaugg        | 16      | 1       | 1  | 1  | 57  | 6    | 2    |
| 2005 | Tatuus-Renault | Walter Grubmüller   | 16      | 0       | 0  | 0  | 0   | 36   | 2    |
| 2005 | Tatuus-Renault | David Oberle        | 14      | 0       | 0  | 0  | 9   | 25   | 2    |
| 2006 | Tatuus-Renault | Walter Grubmüller‡  | 13      | 0       | 0  | 0  | 9   | 19   | 15   |
| 2006 | Tatuus-Renault | Claudio Cantelli‡   | 6       | 0       | 0  | 0  | 1   | 29   | 15   |
| 2006 | Tatuus-Renault | Mariano Werner‡     | 2       | 0       | 0  | 0  | 0   | NS†  | 15   |
| 2006 | Tatuus-Renault | Marco Frezza‡       | 8       | 0       | 0  | 0  | 1   | 27   | 15   |
| 2006 | Tatuus-Renault | Oliver Campos-Hull‡ | 12      | 0       | 0  | 0  | 2   | 25   | 15   |
| 2006 | Tatuus-Renault | Junior Strous       | 4       | 0       | 0  | 0  | 1   | 26   | 4    |
| 2006 | Tatuus-Renault | Atte Mustonen       | 14      | 0       | 0  | 1  | 54  | 9    | 4    |
| 2006 | Tatuus-Renault | Rahel Frey          | 14      | 0       | 0  | 0  | 8   | 21   | 4    |
| 2006 | Tatuus-Renault | Dani Clos           | 14      | 3       | 2  | 1  | 70  | 7    | 4    |
| 2006 | Tatuus-Renault | Cem Kent            | 2       | 0       | 0  | 0  | 0   | 44   | 4    |
| 2007 | Tatuus-Renault | Oliver Turvey       | 13      | 0       | 0  | 0  | 51  | 8    | 4    |
| 2007 | Tatuus-Renault | Roberto Merhi       | 14      | 0       | 0  | 0  | 16  | 18   | 4    |
| 2007 | Tatuus-Renault | Fabio Leimer        | 14      | 0       | 0  | 1  | 17  | 17   | 4    |
| 2008 | Tatuus-Renault | Michele Faccin      | 14      | 0       | 0  | 0  | 33  | 9    | 5    |
| 2008 | Tatuus-Renault | Pål Varhaug         | 14      | 0       | 0  | 0  | 17  | 15   | 5    |
| 2008 | Tatuus-Renault | Siso Cunill         | 6       | 0       | 0  | 0  | 5   | 22   | 5    |
| 2008 | Tatuus-Renault | Luís Santos         | 6       | 0       | 0  | 0  | 0   | 52   | 5    |
| 2008 | Tatuus-Renault | Christopher Zanella | 4       | 0       | 0  | 0  | 0   | 43   | 5    |
| 2009 | Tatuus-Renault | Genís Olivé         | 14      | 0       | 0  | 0  | 2   | 28   | 4    |
| 2009 | Tatuus-Renault | Nico Müller         | 14      | 0       | 0  | 0  | 25  | 11   | 4    |
| 2009 | Tatuus-Renault | Fabien Thuner       | 12      | 0       | 0  | 0  | 0   | 32   | 4    |
| 2009 | Tatuus-Renault | Maksim Zimin        | 2       | 0       | 0  | 0  | 0   | NS†  | 4    |
| 2013 | Tatuus-Renault | Kevin Jörg          | 14      | 0       | 0  | 0  | 2   | 23   | 10   |
| 2013 | Tatuus-Renault | Marcos Siebert      | 12      | 0       | 0  | 0  | 2   | 24   | 10   |
| 2013 | Tatuus-Renault | Dienis Korniejew    | 2       | 0       | 0  | 0  | 0   | NS†  | 10   |
| 2013 | Tatuus-Renault | Levin Amweg         | 14      | 0       | 0  | 0  | 2   | 22   | 10   |

† – zawodnik nie był liczony do klasyfikacji końcowej.

‡ – zawodnik startujący w Team Jenzer.